# Jim Springer
James Elmer "Jim" Springer (Roachdale, Indiana; 17 de junio de 1926-Indianapolis, Indiana; 19 de febrero de 2018) fue un jugador de baloncesto estadounidense que disputó dos partidos en la BAA, además de jugar en la NBL y la ABL. Con 2,06 metros de estatura, jugaba en la posición de pívot.

## Trayectoria deportiva

### Universidad
Jugó un año con los Sycamores de la Universidad Estatal de Indiana, y el resto de su etapa universitaria en el Canterbury College de Indiana, siendo el único jugador de dicha institución en llegar a jugar en la BAA o la NBA.

### Profesional
Comenzó su carrera profesional en los Anderson Duffey Packers de la NBL, quienes tras seis partidos lo traspasaron a los Indianapolis Kautskys, donde acabó la temporada promediando 1,7 puntos por partido.
Al año siguiente el equipo cambió su nombre por el de Indianapolis Jets y se inscribió en la BAA, pero Springer sólo llegó a disputar dos partidos, acabando la temporada en los Bridgeport Roesslers de la ABL, con los que promedió 2,3 puntos por partido.

#### Estadísticas en la BAA

##### Temporada regular
| Temporada | Edad | Equipo            | Liga | Pos. | P | TIT | MIN | TC  | TCA | %TC | 3P | 3PA | %3P | TL  | TLA | %TL   | R.OF. | R.DEF. | REB | ASIS | ROB | TAP | PER | FP  | PTS |
| 1948-49   | 22   | Indianapolis Jets | BAA  |      | 2 |     |     | 0.0 | 0.0 |     |    |     |     | 0.5 | 0.5 | 1.000 |       |        |     | 0.0  |     |     |     | 0.0 | 0.5 |
| Total     |      |                   | BAA  |      | 2 |     |     | 0.0 | 0.0 |     |    |     |     | 0.5 | 0.5 | 1.000 |       |        |     | 0.0  |     |     |     | 0.0 | 0.5 |